# Мусиевка (Полтавская область)
Мусиевка (укр. Мусіївка) — село,
Мусиевский сельский совет,
Хорольский район,
Полтавская область,
Украина.
Код КОАТУУ — 5324883201. Население по переписи 2001 года составляло 473 человека.
Является административным центром Мусиевского сельского совета, в который, кроме того, входят сёла
Бурлаки,
Дации,
Лазки,
Мартыновка,
Мищенки,
Старая Мусиевка,
Хоменки и
Шкили.

## Географическое положение
Село Мусиевка находится в 2-х км от левого берега реки Сула,
выше по течению на расстоянии в 0,5 км расположено село Шкили,
ниже по течению на расстоянии в 0,5 км расположено село Лазки,
на противоположном берегу — село Лукомье (Оржицкий район).
Между селом и рекой в 1,5 км расположено село Старая Мусиевка.
Река в этом месте извилистая, образует лиманы, старицы и заболоченные озёра.
Через село проходит автомобильная дорога Т-1709.

## История
Вознесенская церковь известна с 1723 года, после пожара произошедшего до 1902 года жители были приписаны к Борисам Кременчугского уезда
До отмены крепостного права Старая и Новая Мусиевка числились как одно село Мойсеевка, на картах отмечены изредка отдельно
Имеется на карте 1787 года

## Экономика
- Птице-товарная ферма.
- «Мусиевское», ООО.

## Объекты социальной сферы
- Школа.
- Дом культуры.